# Garage
 For alternative betydninger, se Garage (flertydig). (Se også artikler, som begynder med Garage)
En garage er en bygning til opbevaring af køretøjer (biler).